# Debed
A Debed (örményül: Դեբեդ ) vagy Debeda grúzul: დებედა) folyó Örményország és Grúzia területén. Egy rövidebb szakaszon természetes határként szolgál a két ország között  a grúziai Sadakhlo falu mellett. Hossza 176 km, vízgyűjtő területe pedig 4080 km2. A folyó Örményországban ered két kisebb folyó, a Dzoraget és Pambak összefolyásánál, majd Grúziában ér véget, ahol a Hramiba, a Kura mellékfolyójába torkollik.

## Földrajza
A Debed Örményország öt legnagyobb folyója közé tartozik. Az ország északi részén, Lori tartományban, a jobb oldali Pambak és a balról érkező Dsoraget összefolyásából ered. Innen festői völgyben folyik először északra, Alaverdi városától pedig északkeletre, majd a Somkheti-hegységtől nyugatra halad el. A Debed-völgy meredek lejtőinek peremén számos fontos középkori örmény kolostor található. Ezek sorozata Vanadzor tartományszékhelytől 26 kilométerre északra, a Kobayr kolostorral kezdődik Tumanjan iparvárosának közelében. Ezt követően az odsuni székesegyház, valamint Szanahin, Haghpat és Akhtala kolostorok  következnek néhány kilométeren belül, ezekből több a világörökség része. Alaverdinél a Szanahin-híd 1195-ben épült 18 méter széles boltíve hidalja át a folyót, ez Örményország legrégebbi fennmaradt hídja, és szintén az ország világörökségi helyszíneinek része.
A grúz határnál a Debed nyugat felé fordul. A főként azeriek által lakott Sadachlo falu közelében néhány kilométeren keresztül természetes határt képez Örményország és Grúzia között, ezután a forrástól 154 kilométerre széles ívben északra fordulva lépi át a határt, majd később keletnek tart. A folyó kilépési pontja egyben egész Örményország legalacsonyabb pontja, amelynek magassága a tengerszint felett 375 méter. Összesen 176 kilométer megtétele után torkollik a Hramiba, amely aztán nem sokkal később közvetlenül az azeri határ mögött, a Vörös híd után ömlik a Kurába.

## Galéria

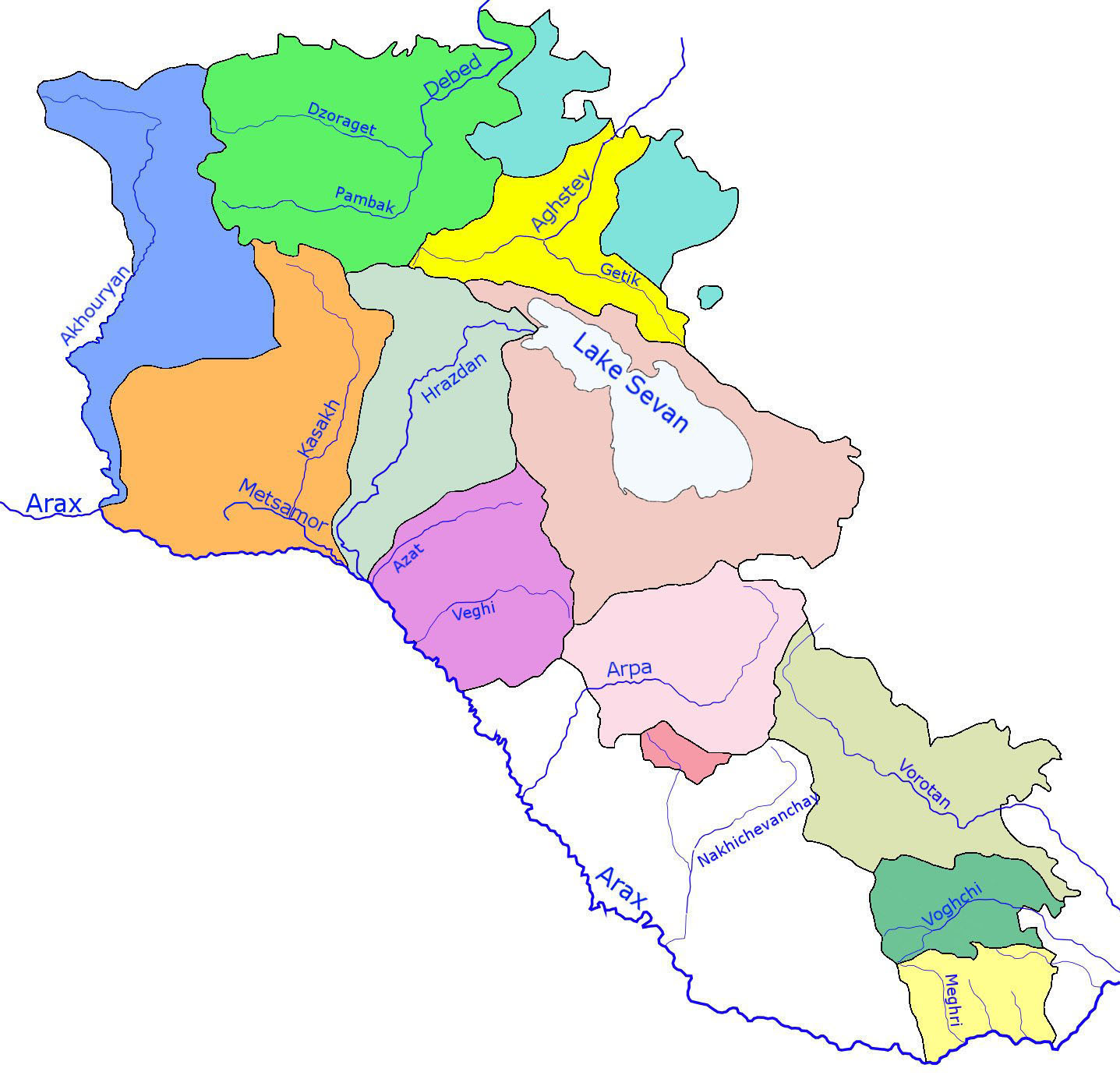
A Debed vízgyűjtőterülete (világoszöld) Örményország térképén
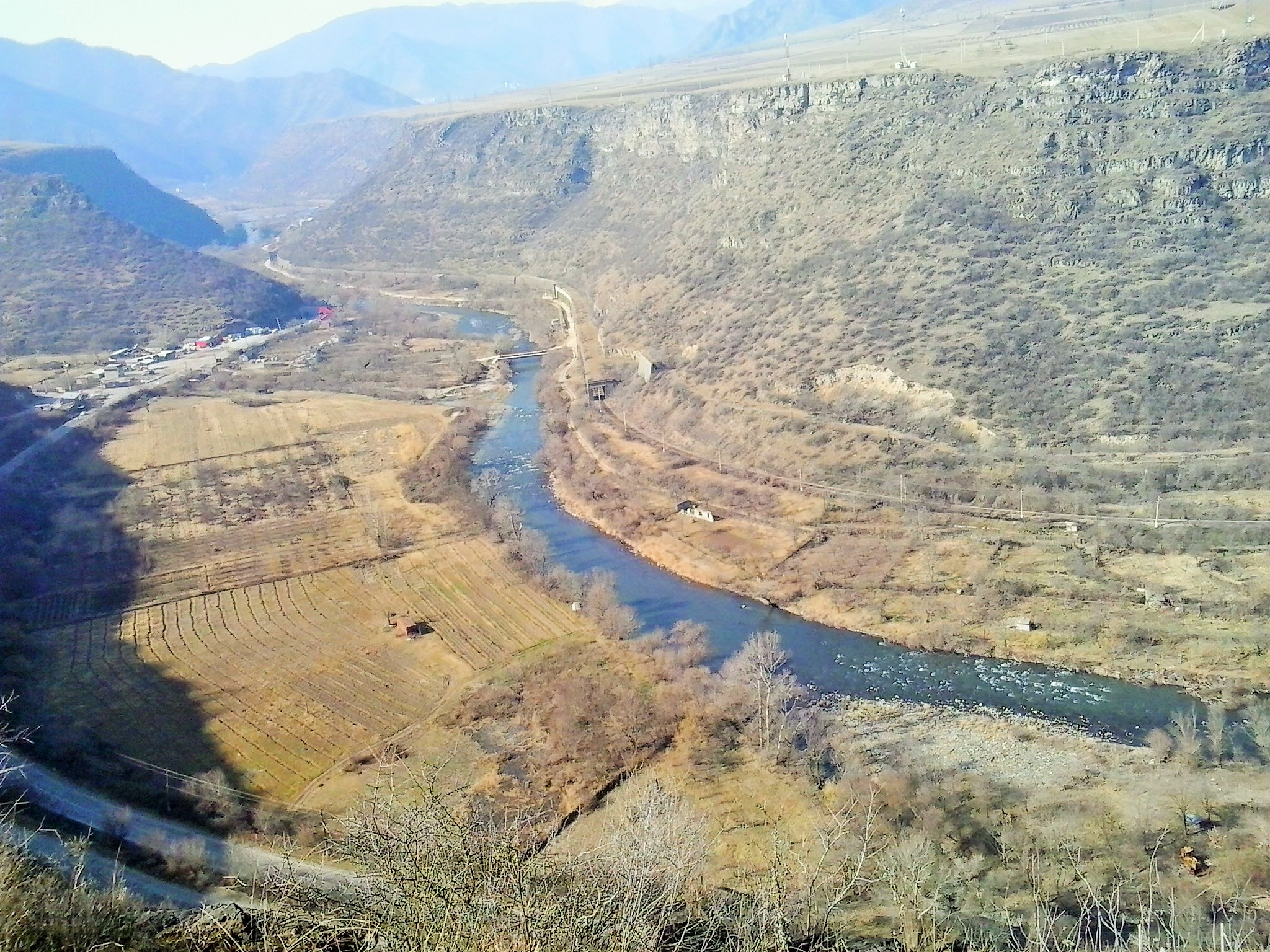
A látványos és meredek Debed-völgy
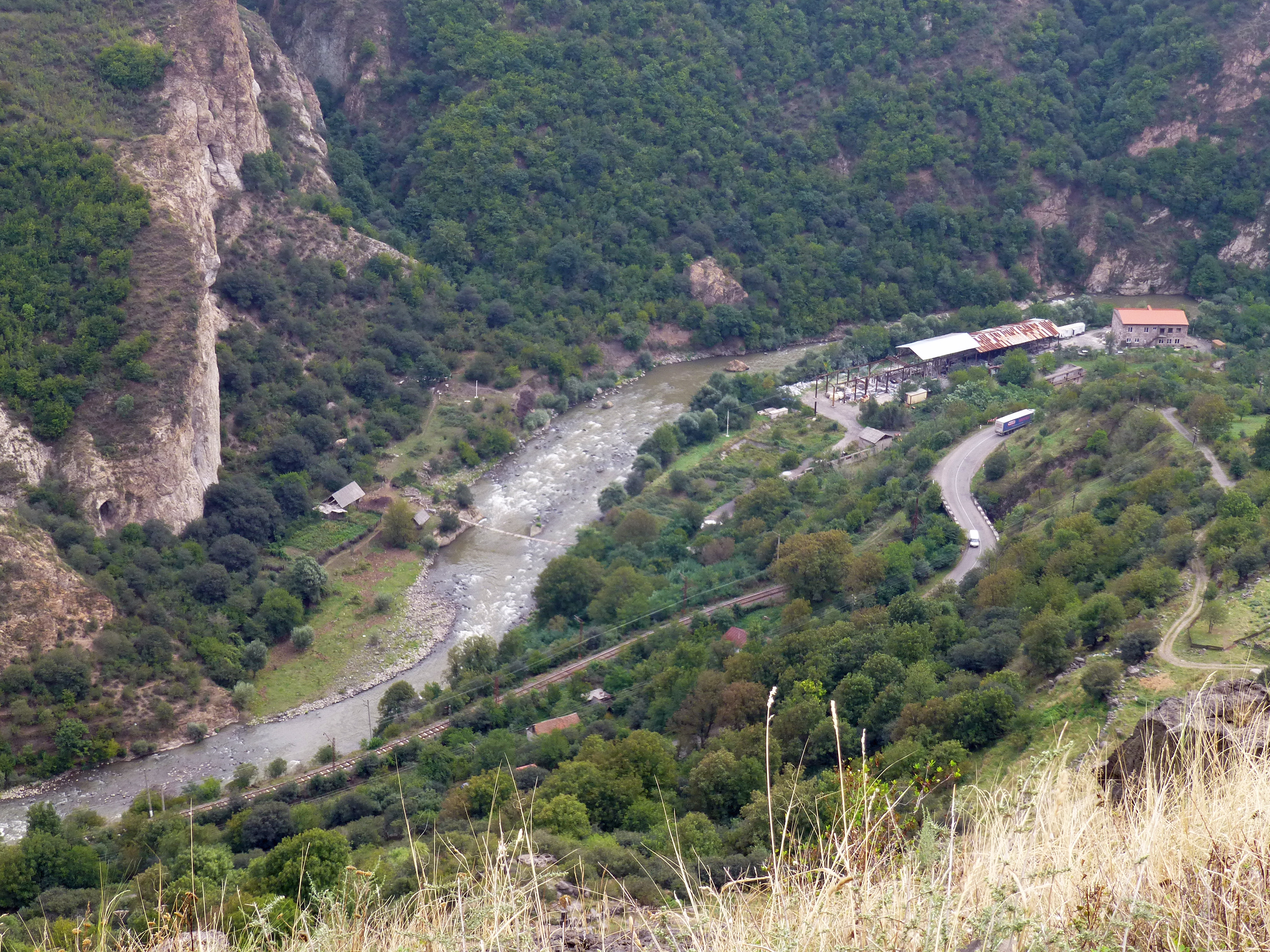
A völgyben haladó vasút- és főútvonal
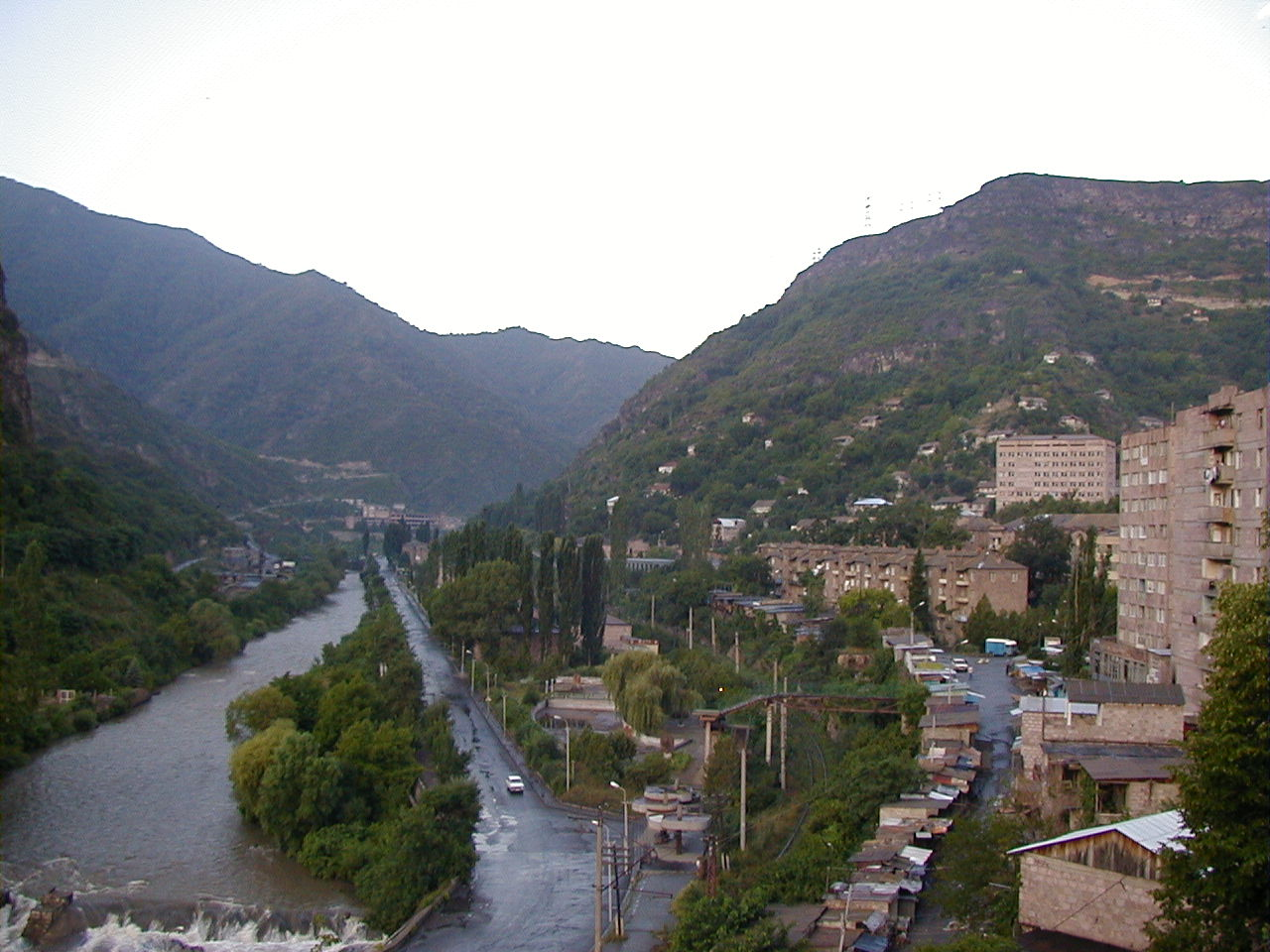
A folyó Alaverdi városában
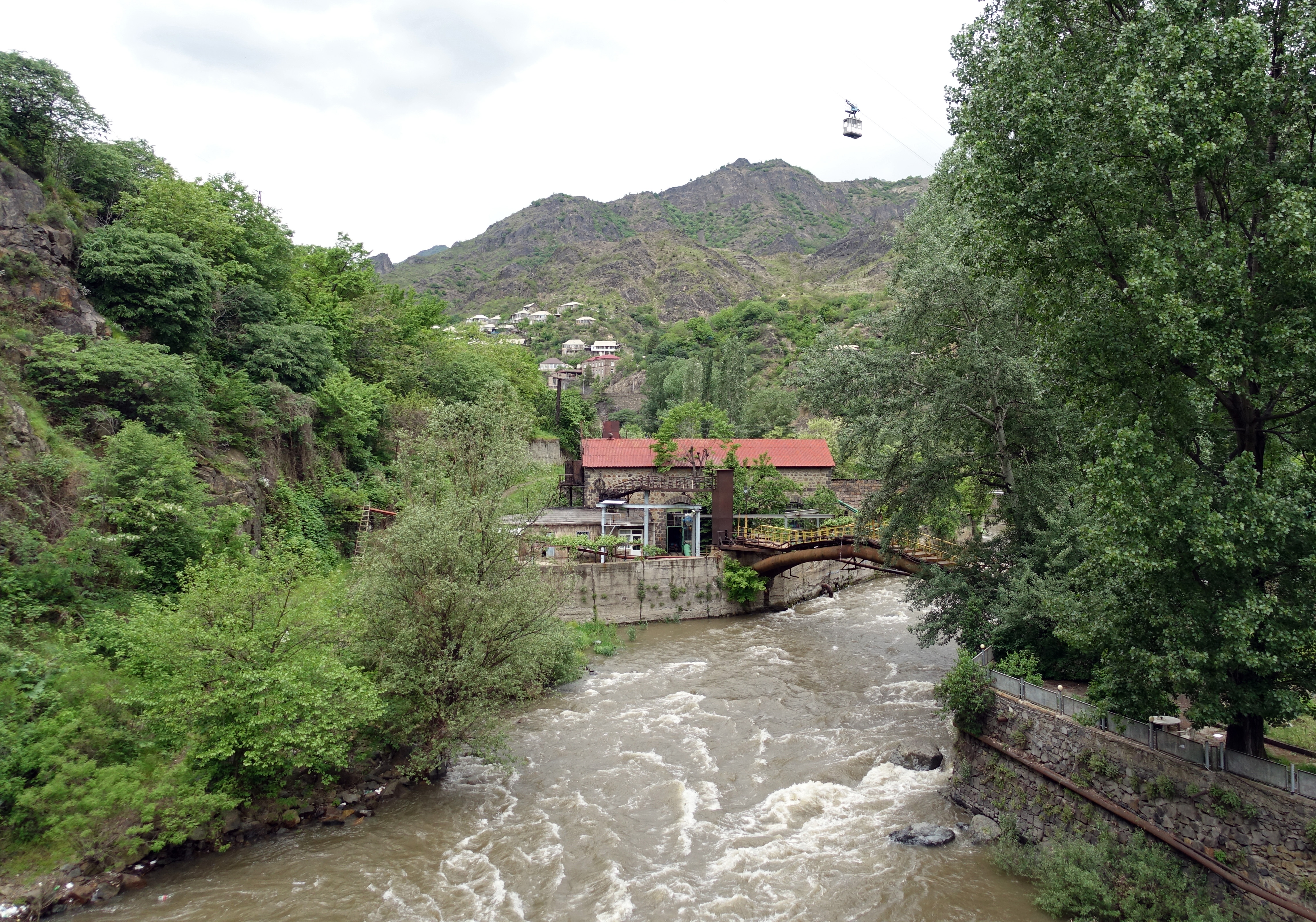
A folyó feletti drótkötélpályás felvonó Alaverdiben
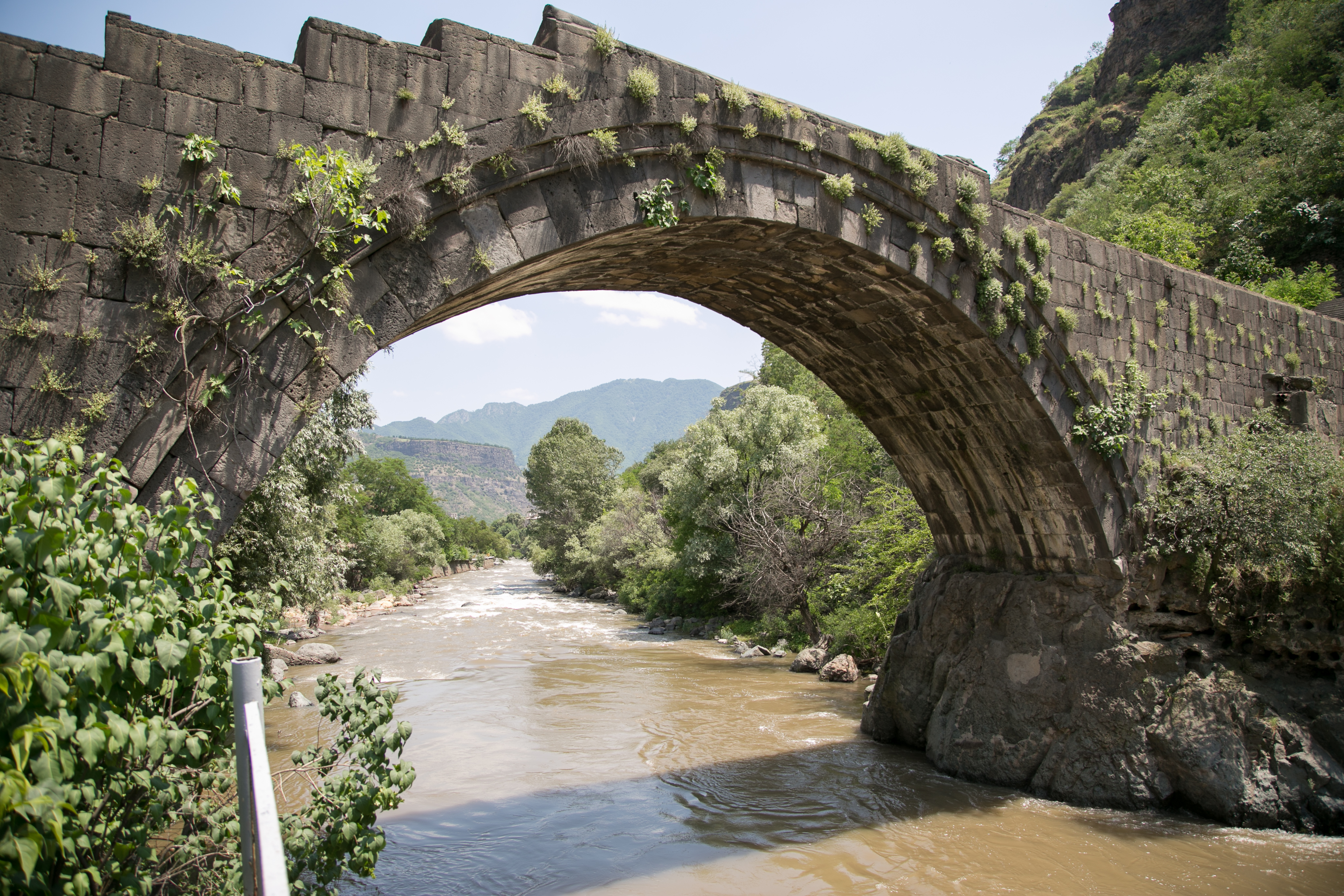
A Szahanin-híd, Örményország legrégebbi fennmaradt hídja
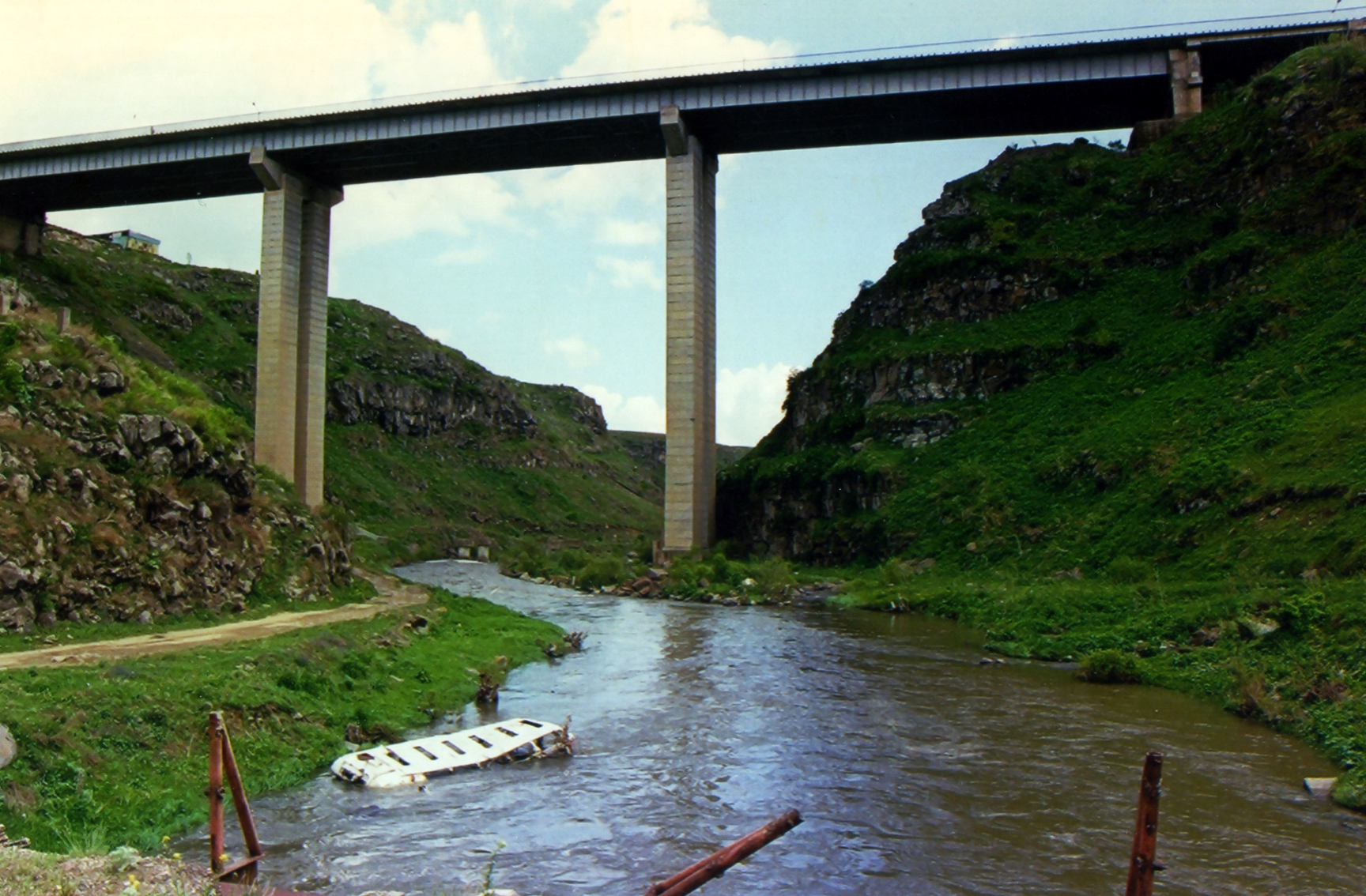
Híd Sztepanavan városában

## Fordítás
- Ez a szócikk részben vagy egészben  a   Debed című német Wikipédia-szócikk ezen változatának fordításán alapul.  Az eredeti cikk szerkesztőit annak laptörténete sorolja fel. Ez a jelzés csupán a megfogalmazás eredetét és a szerzői jogokat jelzi, nem szolgál a cikkben szereplő információk forrásmegjelöléseként.